# Lithacodia coenia
Lithacodia coenia är en fjärilsart som beskrevs av Swinhoe 1901. Lithacodia coenia ingår i släktet Lithacodia och familjen nattflyn. Inga underarter finns listade i Catalogue of Life.